# Сервер Джепаров
Сервер Джепаров е узбекистански футболист от кримотатарски произход, полузащитник. Футболист на корейския Улсан Хюндай и узбекистанския национален отбор.

## Кариера
Първият му професионален отбор е Навбахор. През 2002 г. преминава в Пахтакор (Ташкент). Същата година дебютира и за националния отбор на Узбекистан. По време на престоя си в Пахтакор, Джепаров печели титла във всеки сезон, както и три национални купи. През 2004 и 2007 г. участва на Азиатското първенство с националния отбор. През 2008 г. преминава в Бунедкор, където е съотборник с Ривалдо. През 2008 г. Джепаров печели титлата на страната и става голмайстор на шампионата с 19 попадения. Същата година печели и наградата за футболист на годината на Азия. Изкарва пробни периоди в Амкар (Перм) и Челси, но до трансфер не се стига. През 2009 г. отново става шампион на Узбекистан.
През 2010 г. преминава под наем в корейския ФК Сеул. Същата година печели титлата и купата на страната. През 2011 г. отново е избран за футболист на годината в Азия и подписва договор за 3 години с Ал-Шабаб. През 2013 г. преминава в Сонам Илхва Чхонма.